# Национальный легион приличия
Национальный легион приличия (англ. National Legion of Decency), ранее — Католический легион приличия (англ. Catholic Legion of Decency, CLOD)) — организация, действовавшая в США в XX веке, основной деятельностью которой было обнаружение и борьба с нежелательным (с точки зрения Римско-католической церкви) содержимым в кинематографе.
Учрежден в 1933 году католическим епископом Цинциннати Джоном МакНиколасом (англ. John T. McNicholas). Организация с самого начала включала в себя не только католиков, но и ряд протестантов и даже иудеев, вследствие чего в апреле 1934 года была переименована в Национальный легион приличия.
Рейтинг, присваиваемый Легионом той или иной картине, играл определенную роль в её прокатной судьбе. При этом Легион часто выступал с более консервативных позиций, чем Американская ассоциация кинокомпаний (см. Кодекс Хейса).
К 1960-м годам в деятельности организации участвовали только католики. В 1966 году она была переименована в Национальную католическую службу по делам кинематографа (англ. National Catholic Office for Motion Pictures), преемником которой в настоящее время является Служба конференции католических епископов США по делам кино и вещания (англ. United States Conference of Catholic Bishops' Office for Film and Broadcasting).